# Gusung Batu
Gusung Batu is een bestuurslaag in het regentschap Aceh Tenggara van de provincie Atjeh, Indonesië. Gusung Batu telt 301 inwoners (volkstelling 2010).